# Линьшуй
Линьшу́й (кит. упр. 邻水, пиньинь Línshuǐ) — уезд городского округа Гуанъань провинции Сычуань (КНР).

## История
При империи Лян в 537 году из территории уезда Данцзюй (宕渠县) был образован уезд Линьшуй.
В 1950 году был образован Специальный район Дачжу (大竹专区) и уезд вошёл в его состав. В 1953 году Специальный район Дачжу был расформирован, и уезд перешёл  в состав Специального района Дасянь (达县专区). В 1968 году Специальный район Дасянь был переименован в Округ Дасянь (达县地区). В 1978 году из части территории уездов Гуанъань и Юэчи был образован Промышленно-сельскохозяйственный район Хуаюнь (华云工农区).
В 1993 году уезд Линьшуй вошёл в состав нового Округа Гуанъань (广安地区). В 1998 году постановлением Госсовета КНР округ Гуанъань был преобразован в городской округ Гуанъань.

## Административное деление
Уезд Линьшуй делится на 20 посёлков и 25 волостей.